# Jürgen Christian Findorff

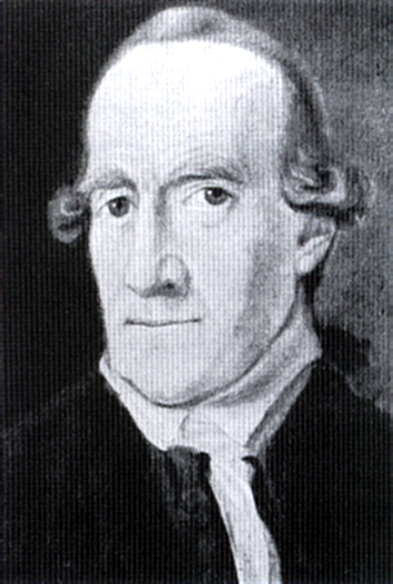
Jürgen Christian Findorff

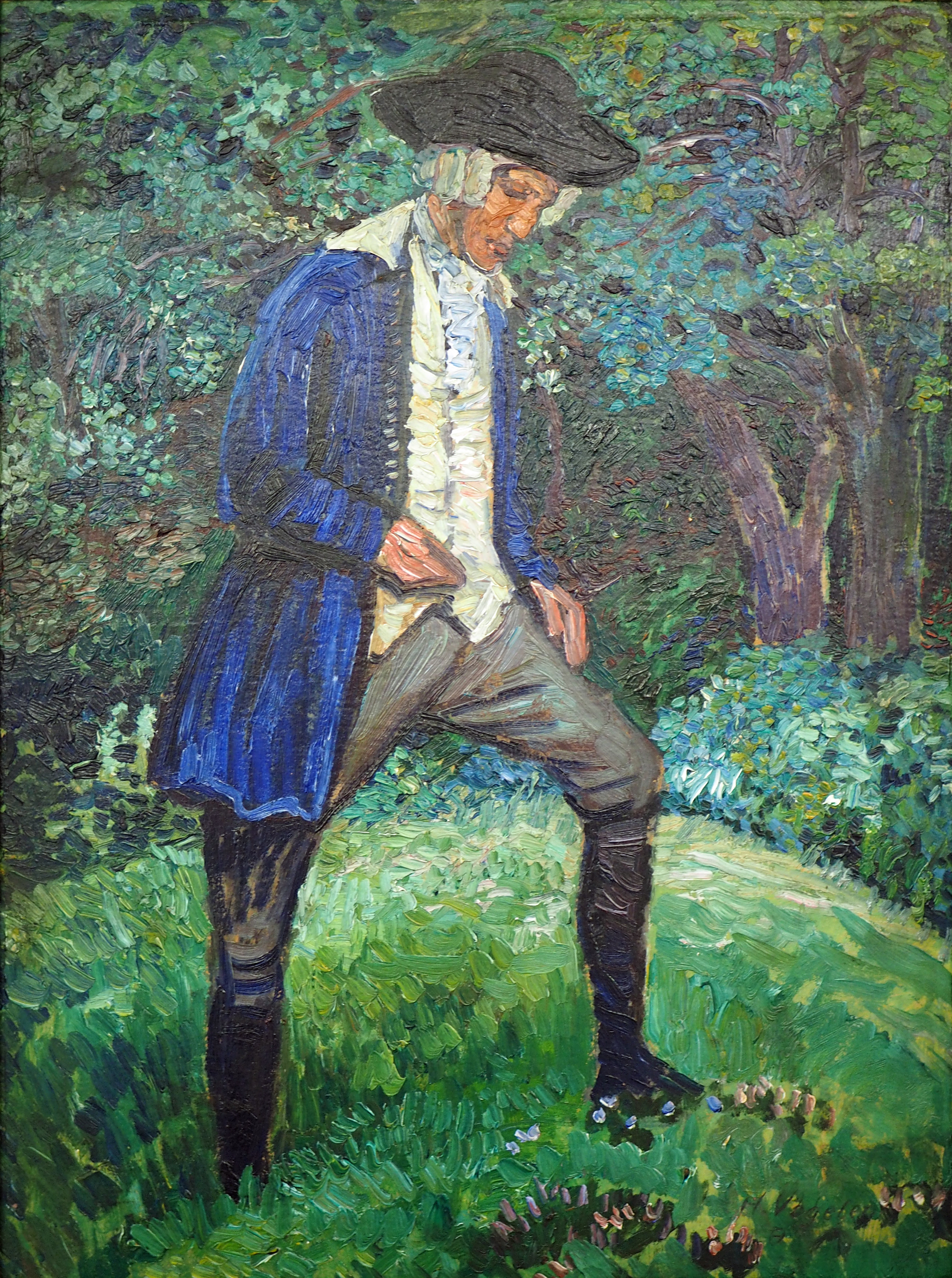
Moorkommissar J.-Chr. Findorff von Heinrich Vogeler

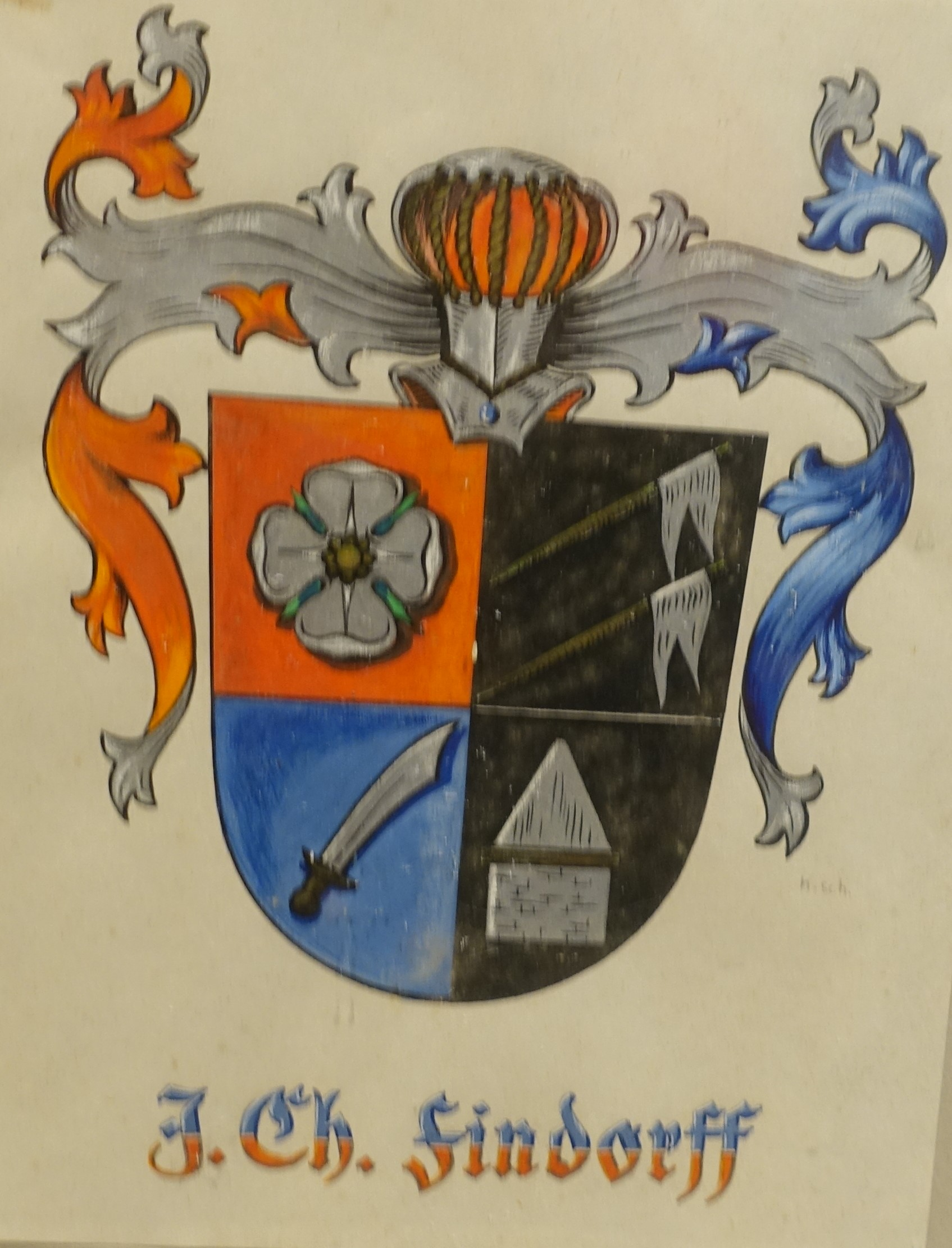
Wappen von Jürgen Christian Findorff

Gedenkstein vor Geburtshaus Lauenburg Hohler Weg 3

Jürgen Christian Findorff (* 22. Februar 1720 in Lauenburg/Elbe; † 31. Juli 1792 in Bremervörde; beigesetzt am 3. August 1792 in Iselersheim bei Bremervörde) ist als Moorkolonisator bekannt geworden. Er hat die Moore zwischen Wümme und Hamme, das Teufelsmoor nordöstlich von Bremen, vermessen, entwässert und durch Kolonisten bevölkert. Durch seinen Einsatz für die Kolonisten bekam er den Beinamen „Vater aller Moorbauern“.

## Leben
Jürgen Christian Findorff wurde als Sohn des Ratstischlers Hinrich Möller in Lauenburg an der Elbe geboren. Dieser nannte sich laut Kirchbuch ab 1720 „Findorff“. Wie auch sein jüngerer Bruder Johann Dietrich Findorff (1722–1772), der später als Hofmaler am mecklenburgischen Hof tätig wurde, erlernte er zunächst bei seinem Vater das Tischlerhandwerk. Im Alter von 19 Jahren übernahm er die Werkstatt seines Vaters. Aufgrund seines Geschicks förderte ihn der hannoversche Landbaumeister und sorgte für Findorffs weitere Ausbildung in den Bereichen Wasserbau und Landvermessung. Findorff leitete den Bau der Worpsweder Zionskirche (1757–1759), außerdem entwarf und baute er die Kirchen in Grasberg (1781–1789) und Gnarrenburg (1784–1790). Darüber hinaus war er für den Bau von Mühlen, Brücken und Rathäusern verantwortlich.

## Moorkolonisation
Ab 1751 arbeitete Findorff bei der Moorkolonisation, ein Projekt des Kurfürsten von Hannover zur Trockenlegung und Besiedlung der Moore zwischen Wümme und Hamme. Er gründete im Teufelsmoor zahlreiche Dörfer, zunächst Wörpedorf (1751) und Eickedorf (1753).

Osterholzer Hafenkanal in Richtung Tietjens Hütte

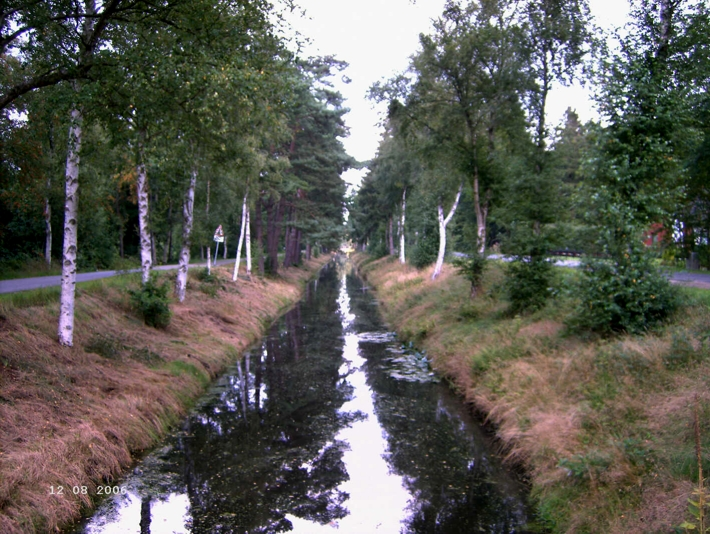
Oste-Hamme-Kanal bei Findorf

In diesem Zusammenhang entstand 1765/66 der Osterholzer Hafenkanal, der von der Hamme bei Tietjens Hütte an den Stadtrand des heutigen Osterholz-Scharmbeck führt. Daneben war Findorff am Bau des Hamme-Oste-Kanals (1769–1790) und des Oste-Schwinge-Kanals (ab 1772) beteiligt.
Am 20. September 1771 wurde er durch eine Urkunde von Georg III. zum offiziellen Moorkommissar ernannt. Dass es Findorff nicht nur um die technische Seite der Landgewinnung, sondern auch um das Wohl der Siedler ging, ist u. a. dem von ihm verfassten Moorkatechismus für Findorff-Siedlungen zu entnehmen.
Ab 1782 verlagerte Findorff seine Tätigkeit bei der Moorkolonisation in die Gegend um Bremervörde. Insgesamt hat er auf 140 km² Moorland 42 neue Dörfer gegründet. 1799 wurde auf dem Weyerberg bei Worpswede ein Obelisk zu seinem Gedenken errichtet.

## Nach Findorff benannt
In zahlreichen Orten der Region sind heute Straßen und Wege nach ihm benannt.
- Bremen-Findorff, ein Stadtteil in Bremen
  - dort die Findorffallee, Findorffstraße, Schulzentrum Findorff und Findorfftunnel
- Findorf (1780 gegründet, seit 1974 zu Gnarrenburg)
- Findorff-Haus in Osterholz-Scharmbeck (ehemaliger Amtssitz Findorffs)
- Findorffschule Osterholz, Grundschule, Rübhofstraße 7 in Osterholz-Scharmbeck
- Grundschule „Findorff-Grundschule“ Iselersheim
- Findorff-Kirche in Iselersheim
- Findorff-Haus, Museum mit Dauerausstellung über Findorff und die Moorkolonisierung, in Iselersheim
- Findorff-Realschule in Bremervörde
- Ein Torfkahn-Nachbau
- Findorff-Apotheke in  Grasberg
- Hofanlage Findorffhof in Grasberg
- Haupt- und Realschule Findorffschule in Grasberg
- Findorffstraße in Lauenburg/Elbe
- Findorffstraße in Worpswede
- Findorffstraße in Osterholz-Scharmbeck
- Findorffstraße in Bremervörde
- Jürgen-Christian-Findorff-Straße in Lilienthal
- Grundschule „Findorff-Grundschule“ Neudorf-Platendorf
- Findorff-Weg in Neuenkirchen
- Brettspiel „Findorff“ von Friedemann Friese
- Findorffplatz in Langwedel (Weser)

## Ausstellungen
- 2012: Die Findorffbrüder – Ausstellung vom 18. März bis 30. September 2012 in der Kunstschau Lilienthal der Lilienthaler Kunststiftung in Lilienthal (bei Bremen)[2]